# Casa de San Millán
La casa de San Millán en Torrelapaja (Provincia de Zaragoza, España) es una edificación civil construida en mampostería combinada con piedra sillar en los ángulos y la portada, abierta en arco de medio punto y rematada por una imagen del santo cobijada por una hornacina. 
Construida entre 1520 y 1540, es de estilo renacentista y consta de un patio central cuadrado en torno al cual se distribuyen varias estancias, transformadas con el paso del tiempo para adaptarse a sus distintos usos, aunque, originalmente, fue la casa de beneficencia donde se acogía a los peregrinos que acudían a venerar las reliquias de San Millán, conservadas en la iglesia situada enfrente. 
En altura se observan tres pisos, aunque el último realizado en ladrillo es fruto de una reforma posterior. Este es el único cerrado al patio, ya que los dos primeros se abren a él mediante arcos rebajados apoyados en columnas de piedra en el primer piso y de yeso en el segundo. 

## Galería de imágenes

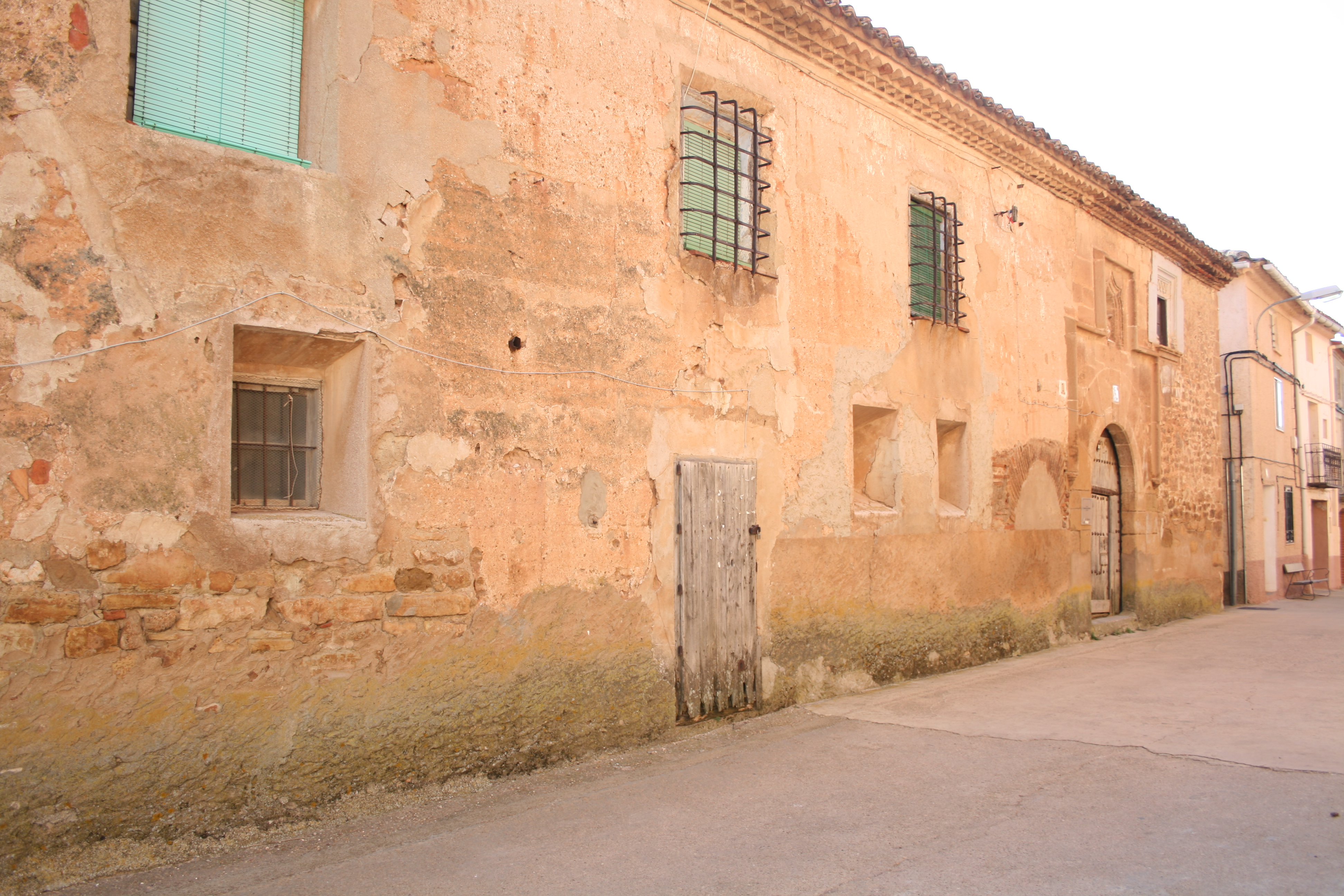
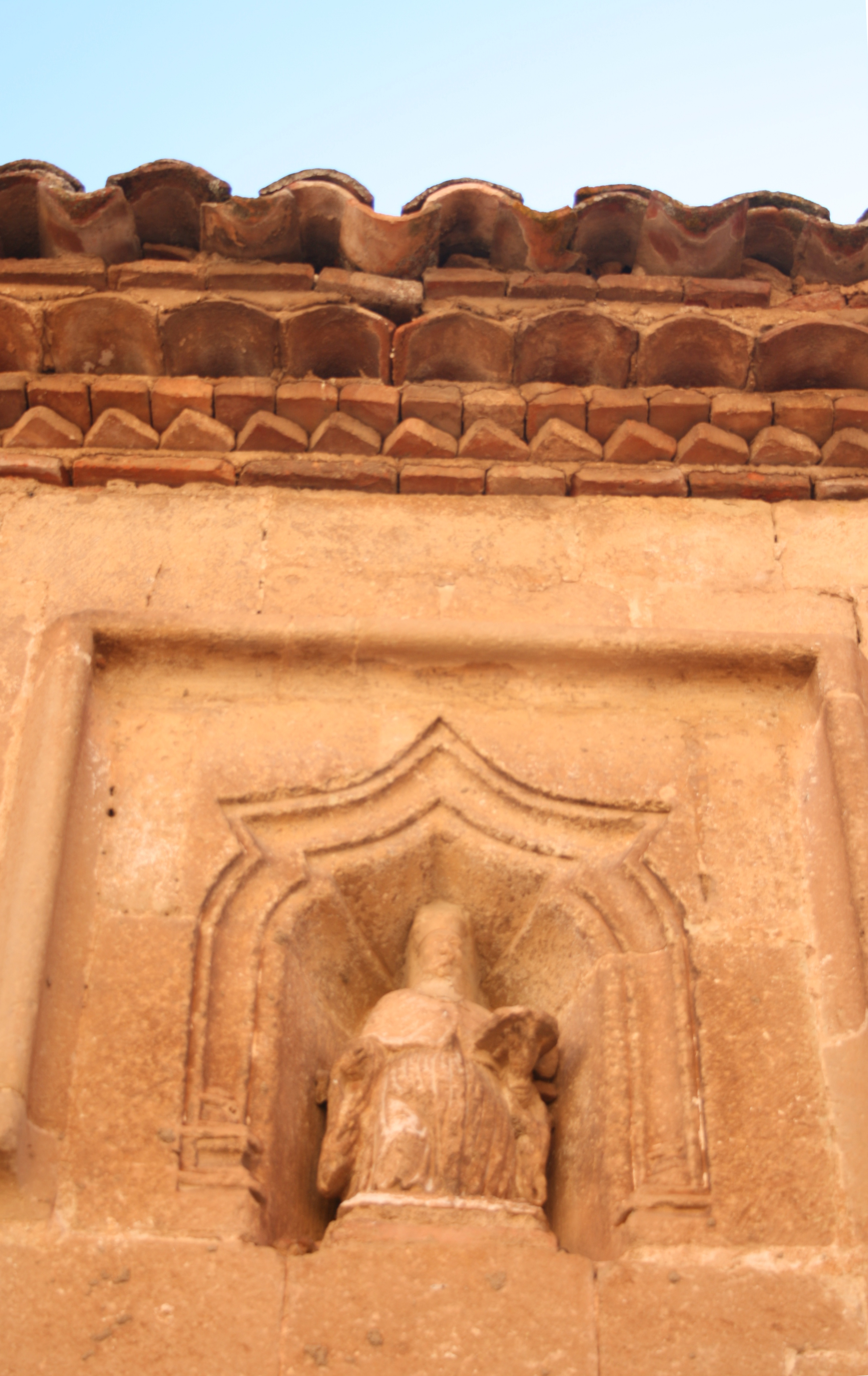
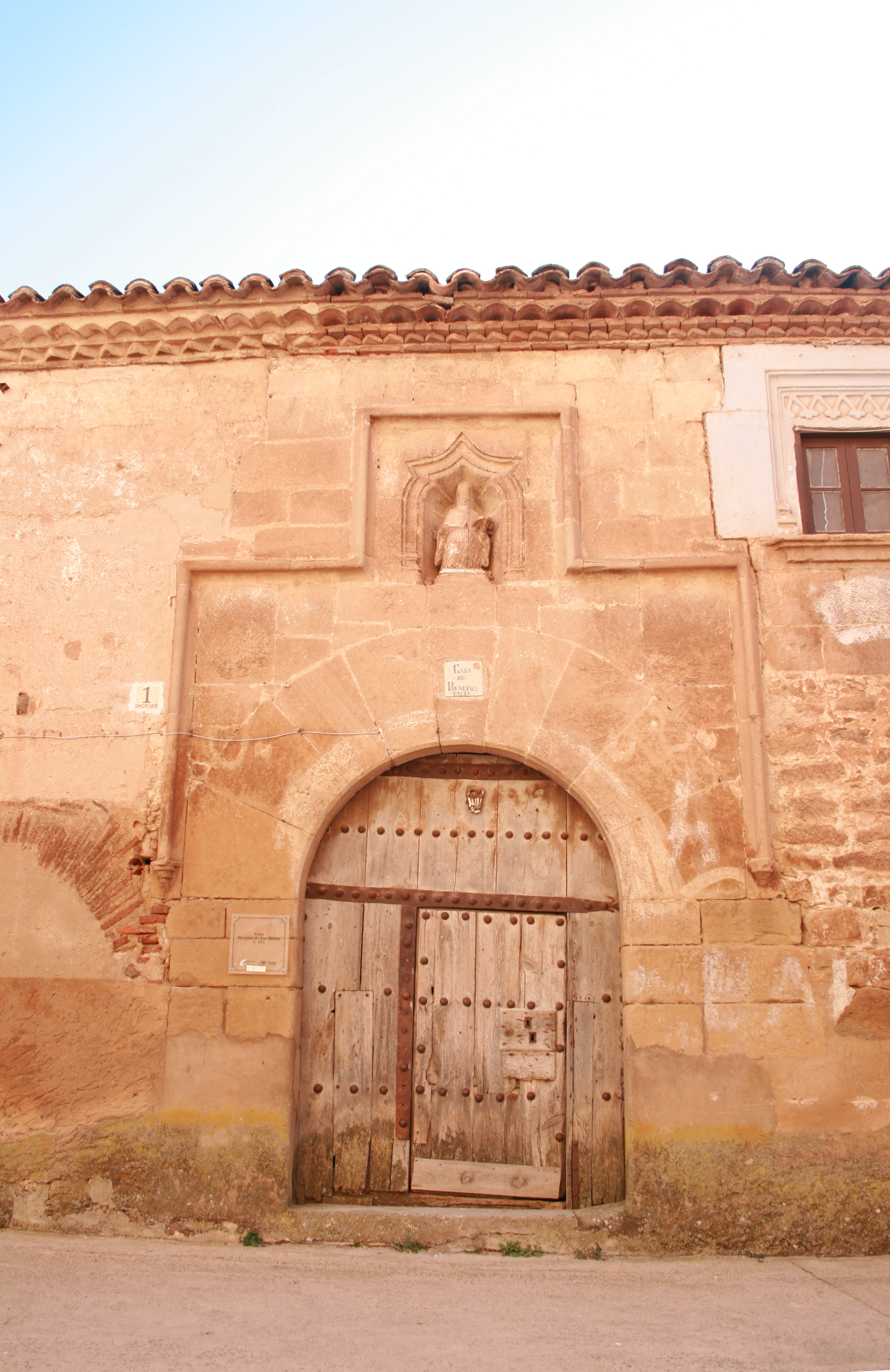